# Nathan M. Newmark
Nathan Mortimore Newmark (* 22. September 1910 in Plainfield; † 25. Januar 1981 in Urbana) war ein US-amerikanischer Bauingenieur.

## Leben
Newmark studierte Bauingenieurwesen an der Rutgers University, wo er 1930 seinen Abschluss mit Bestnoten machte. Anschließend studierte er an der University of Illinois at Urbana-Champaign, wo Hardy Cross, Harold Malcolm Westergaard und Frank E. Richart zu seinen Lehrern zählten. 1932 erhielt er seinen Master-Abschluss und 1934 wurde er promoviert. 1943 wurde er dort Professor, 1976 ging er in den Ruhestand. Von 1947 bis 1957 hatte er die Leitung des Computerlabors der Universität inne. Von 1956 bis 1973 war er Dekan der Fakultät für Structural Engineering.
Nach ihm ist das Newmark-beta-Verfahren benannt, ein Verfahren, um Differentialgleichung via Numerischer Integration zu lösen. Er gilt als ein Pionier beim Einsatz von Software zur Lösung von Ingenieurproblemen. Der Bau der ILLIAC (Illinois Automatic Computer) Reihe einer frühen Supercomputer-Generation wurde von ihm beeinflusst (die Entwicklung von Illiac II geschah unter seiner Leitung). Damals war er auch an der Entwicklung der Minuteman- und MX-Raketensysteme beteiligt. Als leitender Bauingenieur war er für die Berechnung des Torre Latinoamericana verantwortlich und beriet dort in Hinblick auf Erdbebensicherheit (das Hochhaus überstand das starke Erdbeben von 1957 in Mexiko-Stadt ohne Schaden).
In den 1930er und 1940er Jahren untersuchte er den Einfluss von Stößen, Erdbeben und Explosionen auf Tragwerkstrukturen (Baudynamik).
Newmark ist insbesondere auch im Grundbau bekannt. 1965 hielt er die Rankine Lecture (Effects of earthquakes on dams and embankments) über eines seiner Hauptarbeitsgebiete, den Entwurf erdbebensicherer Bauten (wie bei Dämmen und zum Beispiel auch bei der Trans-Alaska-Pipeline). Außerdem ist er für die Newmark Influence Chart bekannt (1942), ein graphisch-numerisches Verfahren zur Berechnung des Bodendrucks nach der Elastizitätstheorie unter beliebig geformten Fundamenten.
Die American Society of Civil Engineers (ASCE) verleiht zu Ehren von Newmark die Nathan M. Newmark Medal. Er war Gründungsmitglied der National Academy of Engineering (1964), Mitglied der National Academy of Sciences und der American Academy of Arts and Sciences (1962). 1968 erhielt er die National Medal of Science und 1979 die Goldmedaille der Institution of Structural Engineers.

## Schriften
- mit J. A. Blume, L. H. Corning: Design of Multi-Story Reinforced Concrete Buildings for Earthquake Motion. Portland Cement Association, Chicago 1961.
- mit E. Rosenblueth: Fundamentals of Earthquake Engineering. Prentice-Hall, 1971.